# Селлі Робертс
Селлі Робертс (англ. Sally Roberts; нар. 30 листопада 1980, Грантс-Пасс, штат Орегон) — американська борчиня вільного стилю, дворазова бронзова призерка чемпіонатів світу, дворазова володарка та срібна призерка Кубків світу.

## Життєпис
Боротьбою почала займатися з 1994 року.
Виступала за борцівський клуб «Gator». Тренери — Террі Стейнер, Владислав Ізбойников.
В Університеті штату Колорадо вивчала антропологію.

## Спортивні результати на міжнародних змаганнях

### Виступи на Чемпіонатах світу
| Змагання                        | Збірна | Вагова категорія          | Місце  |
| ------------------------------- | ------ | ------------------------- | ------ |
| Чемпіонат світу з боротьби 2003 | США    | жіноча боротьба, до 59 кг | Бронза |
| Чемпіонат світу з боротьби 2005 | США    | жіноча боротьба, до 59 кг | Бронза |

### Виступи на Кубках світу
| Змагання                    | Збірна | Вагова категорія          | Місце  |
| --------------------------- | ------ | ------------------------- | ------ |
| Кубок світу з боротьби 2003 | США    | жіноча боротьба, до 59 кг | Золото |
| Кубок світу з боротьби 2004 | США    | жіноча боротьба, до 59 кг | 5      |
| Кубок світу з боротьби 2005 | США    | жіноча боротьба, до 59 кг | Срібло |
| Кубок світу з боротьби 2006 | США    | жіноча боротьба, до 59 кг | Золото |

### Виступи на інших змаганнях
| Змагання                               | Збірна | Вагова категорія          | Місце  |
| -------------------------------------- | ------ | ------------------------- | ------ |
| Міжнародний меморіал Дейва Шульца 2002 | США    | жіноча боротьба, до 63 кг | Срібло |
| Міжнародний меморіал Дейва Шульца 2003 | США    | жіноча боротьба, до 59 кг | Золото |
| Міжнародний меморіал Дейва Шульца 2005 | США    | жіноча боротьба, до 59 кг | Золото |
| Klippan Lady Open 2005                 | США    | жіноча боротьба, до 59 кг | Срібло |
| Міжнародний меморіал Дейва Шульца 2006 | США    | жіноча боротьба, до 59 кг | Бронза |
| Klippan Lady Open 2006                 | США    | жіноча боротьба, до 59 кг | Срібло |
| Міжнародний меморіал Дейва Шульца 2008 | США    | жіноча боротьба, до 55 кг | Золото |
| Гран-прі Іспанії з боротьби 2014       | США    | жіноча боротьба, до 60 кг | 5      |
| Міжнародний меморіал Дейва Шульца 2015 | США    | жіноча боротьба, до 60 кг | Срібло |